# Georg Köberle
Georg Köberle (* 21. März 1819 in Nonnenhorn, Landkreis Lindau; † 7. Juni 1898 in Dresden) war ein deutscher Schriftsteller und Dramaturg.
Köberle kam nach Besuch des Gymnasiums in Augsburg in das von Jesuiten dirigierte Collegium Germanicum zu Rom, aus dem er entfloh, um in München Philosophie und Jura zu studieren.
In Leipzig, wohin er sich 1845 wandte, schrieb er die Aufsehen machenden Aufzeichnungen aus dem deutschen Kolleg in Rom (Leipzig 1846) und begann 1849 seine Laufbahn als Dramatiker mit dem fünfaktigen Drama Die Mediceer (Mannheim 1849), dem zunächst die geschichtliche Tragödie Heinrich IV. von Frankreich (Leipzig 1851) folgte, die mit dem Festspiel Des Künstlers Weihe, dem Schauspiel Max Emanuels Brautfahrt, dem Vorspiel Zwischen Himmel und Erde, dem Schauspiel George Washington und der Tragödie Die Heldin von Yorktown zusammen den Inhalt der Dramatischen Werke (Stuttgart 1873, 2 Bde.) ausmacht.
Dramatiker von wirklichem Beruf, suchte Köberle durch eine die Jahre 1853–56 umfassende Direktionsführung in Heidelberg sich auch praktische Erfahrungen anzueignen und wurde infolge seiner Reformschrift Die Theaterkrisis im neuen Deutschen Reich (Stuttgart 1872) im Oktober 1872 zum Leiter des Karlsruher Hoftheaters ernannt.
Nachdem er Ostern 1873 seine Stelle wieder verloren hatte, siedelte er zunächst nach Mannheim, später nach Wien über, und veröffentlichte seitdem die Schriften:
- Meine Erlebnisse als Hoftheaterdirektor (2. Aufl., Leipzig 1874);
- Berliner Leimruten und deutsche Gimpel (Leipzig 4 Hefte);
- Der Verfall der deutschen Schaubühne und die Bewältigung der Theaterkalamität (1880).

Außerdem schrieb Köberle, dem der Großherzog von Baden 1879 aus freiem Entschluss ein lebenslanges Gehalt von 5.000 Mark aussetzte, noch den Roman Alles um ein Nichts (Leipz. 1871, 3 Bde.) und die gegen den Jesuitismus gerichtete Schrift Deutsche Antwort auf welsche Projekte. Enthüllungen über die Palastrevolution im Vatikan etc (Stuttgart 1870).